# Welcome (Taproot)
Welcome è un album in studio del gruppo musicale statunitense Taproot, pubblicato nel 2002.

## Tracce
1. Mine – 3:49
2. Poem – 3:09
3. Everything – 3:27
4. Art – 4:42
5. Myself – 3:47
6. When – 4:04
7. Fault – 3:19
8. Sumtimes – 4:29
9. Breathe – 4:17
10. Like – 4:38
11. Dreams – 3:43
12. Time – 3:20